# ミハイル・ロリス＝メリコフ
ミハイル・タリエロヴィッチ・ロリス＝メリコフ伯爵（ミハイール・ロリース＝メーリコフ、ロシア語: Михаи́л/Микаэ́л Тариэ́лович Лори́с-Ме́ликов, ラテン文字転写: Mikhail/Mikael Tarielovich Loris-Melikov; アルメニア語: Միքայել Լոռու-Մելիքյան; 1824年10月19日 - 1888年12月24日）は、帝政ロシアの軍人、政治家。アルメニア人。ロシア帝国陸軍騎兵大将、侍従武官などを歴任し、アレクサンドル2世の下で内務大臣を務めた。

## 経歴
1825年（1826年説あり）チフリス（現在のトビリシ）にアルメニアの貴族の家系（英語版では商人）に生まれる。サンクトペテルブルクに移り、ラザレフ東洋言語学校を経て、ロシア近衛軍士官学校で学ぶ。ロシア帝国軍に入り、軽騎兵連隊に所属する。1847年カフカスに赴任し、同地で20年余りを過ごす。この期間中、ロリス＝メリコフは指揮下の騎兵隊を良く鍛錬し、優秀な騎兵将校としてのみならず有能な軍事官僚という評判を生んだ。1851年には投降したハジ・ムラートを迎えたが、ハジ・ムラートとアフメト・ハン（露: Мегмет-Аминя）が対立し、ハジ・ムラートを死に至らしめた。
峻烈たる兵士を以って自認していたロリス＝メリコフであったが、管理者、軍事官僚としては常に戦時体制から平時の行政管理への移行を準備することを目指していた。ロリス＝メリコフは元来、教職を志望していたため彼の十分な配慮は業績に繋がったと見られる。
1877年、露土戦争で騎兵部隊を率いてトルコの戦線に転戦した。アルダハン要塞奪取後、ゼービンでムフタール・パシャに撃退される。その後アラズィーで敵軍を撃破し、カルスを占領し、エルズルムを包囲する。露土戦争の勲功により伯爵の位と、聖ゲオルギー勲章を受ける。
1878年ロリス＝メリコフは、下ヴォルガ地域の暴動を抑えるため臨時総督に任命され赴任した。総督としてロリス＝メリコフは、ニヒリストやアナーキストを鎮圧することに成功した。ナロードニキが先鋭化し、ツァーリズムに対抗してテロリズムに走る中、ロリス＝メリコフの成功は中央でも注目され1880年2月皇帝アレクサンドル2世に対する暗殺未遂事件をきっかけに設置された最高指揮委員会長官（chief of the Supreme Executive Commission）に就任することに繋がった。

## ロリス＝メリコフの改革案、および終焉
カフカス同様、サンクトペテルブルクでも特別法や超法規的処置よりむしろ通常の法律の範囲内で対処するように明確な選択を示し、相次ぐ要人に対するテロにも動揺を見せなかった。よりよい政策の実行が国民の不満の原因を除去し、結果的に帝政を脅かすテロの根源を絶てるとの見解からアレクサンドル2世に対してより抜本的な行政改革と財政改革をめざす二つの起草委員会設立を進言した。
アレクサンドル2世も赤色テロの横行に従来の警察力による抑圧策の限界を見て取っていたためロリス＝メリコフの提案に注目した。1880年8月最高指揮委員会が解散され、ロリス＝メリコフは内務大臣に任命された。
ロリス＝メリコフは、政治状況の安定化のため、反動的な見解を持つ閣僚の何人かを退任させた他、政治秘密警察として悪名高い、皇帝官房第三部を廃止した。さらにロリス＝メリコフは、立憲制導入の第一歩として、ゼムストヴォの県会と、大都市自治会から選ばれた代表それぞれ二名を一般委員会に参加させることと、国家評議会にゼムストヴォなど社会諸機関の代表委員15名参加させることを骨子とした政治改革案を提案した。当初、この改革案に対してアレクサンドル2世は消極的であったが、結局承認を与えた。
1881年3月1日アレクサンドル2世はロリス＝メリコフの改革案に承認を与えた当日、「人民の意志」のソフィア・ペロフスカヤの指揮するグリネビツキーの爆弾テロによって暗殺された。
新帝アレクサンドル3世によりロリス＝メリコフの改革案は白紙還元となり、同年4月コンスタンチン・ポベドノスツェフが起草した勅令は、改めて皇帝専制の不動性を宣言したものであった。これを受けて5月4日、ロリス＝メリコフと陸相ドミトリー・ミリューチン、蔵相アレクサンドル・アバザーは直ちに辞職し改革は頓挫した。1888年12月24日ニースで死去した。